# Пшиленчек
Пшиленчек (пол. Przyłęczek) — село в Польщі, у гміні Водзіслав Єнджейовського повіту Свентокшиського воєводства.
Населення — 316 осіб (2011).
У 1975—1998 роках село належало до Келецького воєводства.

## Демографія
Демографічна структура на день 31 березня 2011 року:
|          | Загалом | Допрацездатний вік | Працездатний вік | Постпрацездатний вік |
| -------- | ------- | ------------------ | ---------------- | -------------------- |
| Чоловіки | 161     | 31                 | 112              | 18                   |
| Жінки    | 155     | 34                 | 94               | 27                   |
| Разом    | 316     | 65                 | 206              | 45                   |